# Oratorio di Santa Maria Assunta (Fontanellato)
L'oratorio di Santa Maria Assunta, noto anche come oratorio di San Gaetano, è un luogo di culto cattolico dalle forme barocche situato in via Angelo Costa 9 a Fontanellato, in provincia e diocesi di Parma; è sussidiario della parrocchiale di Santa Croce e San Benedetto di Fontanellato e fa parte della zona pastorale della Bassa.

## Storia
L'originario oratorio fu innalzato a partire dal 1572 sul luogo di un'antica cappellina, per volere di Girolama Farnese, moglie del conte Alfonso Sanvitale; la nobildonna, seguace della Compagnia del Divino Amore, confraternita romana devota a san Gaetano, nel 1603 costituì un beneficio ecclesiastico a favore della propria famiglia; in seguito all'atto per sua volontà la chiesa fu dedicata a santa Maria Assunta.
Nel 1716 il conte Alessandro III Sanvitale cedette il luogo di culto alla confraternita del Santissimo Crocifisso, che dal 1697 officiava nella vicina chiesa di Santa Croce; in cambio la congregazione si accollò le spese di ricostruzione e decorazione in stile barocco del tempio, i cui lavori furono avviati nel 1720 sotto la supervisione del conte stesso, che probabilmente ne affidò la progettazione all'architetto Adalberto Della Nave.
La consistente donazione, risalente alla metà del XVIII secolo, da parte del notaio Domenico Bragadini, molto vicino ad Alessandro Sanvitale, consentì di intraprendere fra il 1789 e il 1791 l'opera di decorazione degli interni, affidata al pittore Antonio Bresciani.
Tra il 1912 e il 1913 furono avviati alcuni lavori di restauro, che interessarono la facciata e gli affreschi della navata, a cura dell'architetto Lamberto Cusani.
Tra il 2002 e il 2003 l'oratorio fu sottoposto ad un consistente intervento di restauro e risanamento, in quanto danneggiato da infiltrazioni meteoriche e dall'umidità del sottosuolo; i lavori interessarono la copertura, la pavimentazione, i dipinti, gli arredi e la sagrestia; durante gli scavi degli interni, furono riscoperte le antiche fondazioni dell'originario oratorio cinquecentesco, che sorgeva in adiacenza alle mura del borgo innalzate tra il XIV e il XV secolo.

## Descrizione

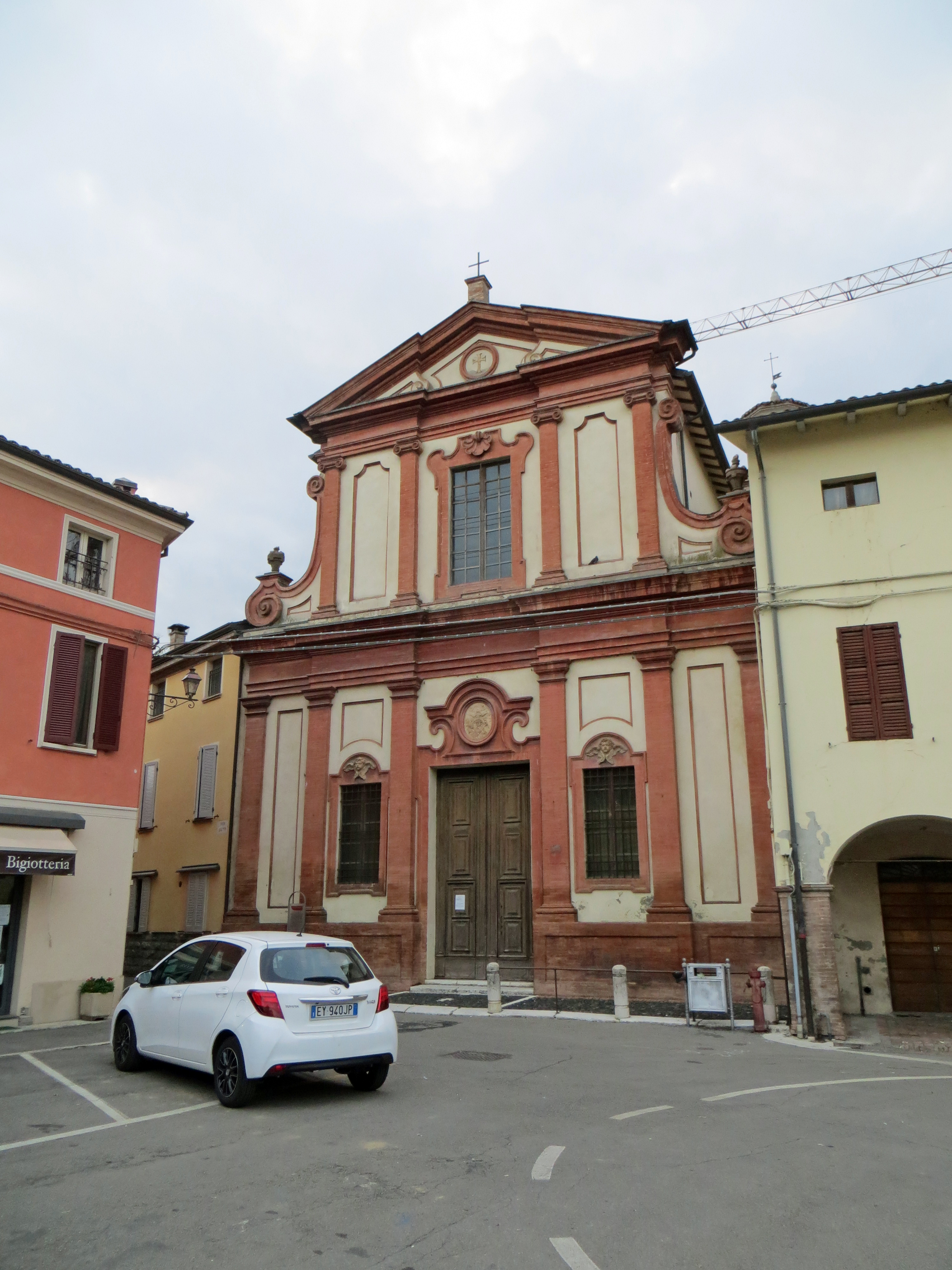
Facciata

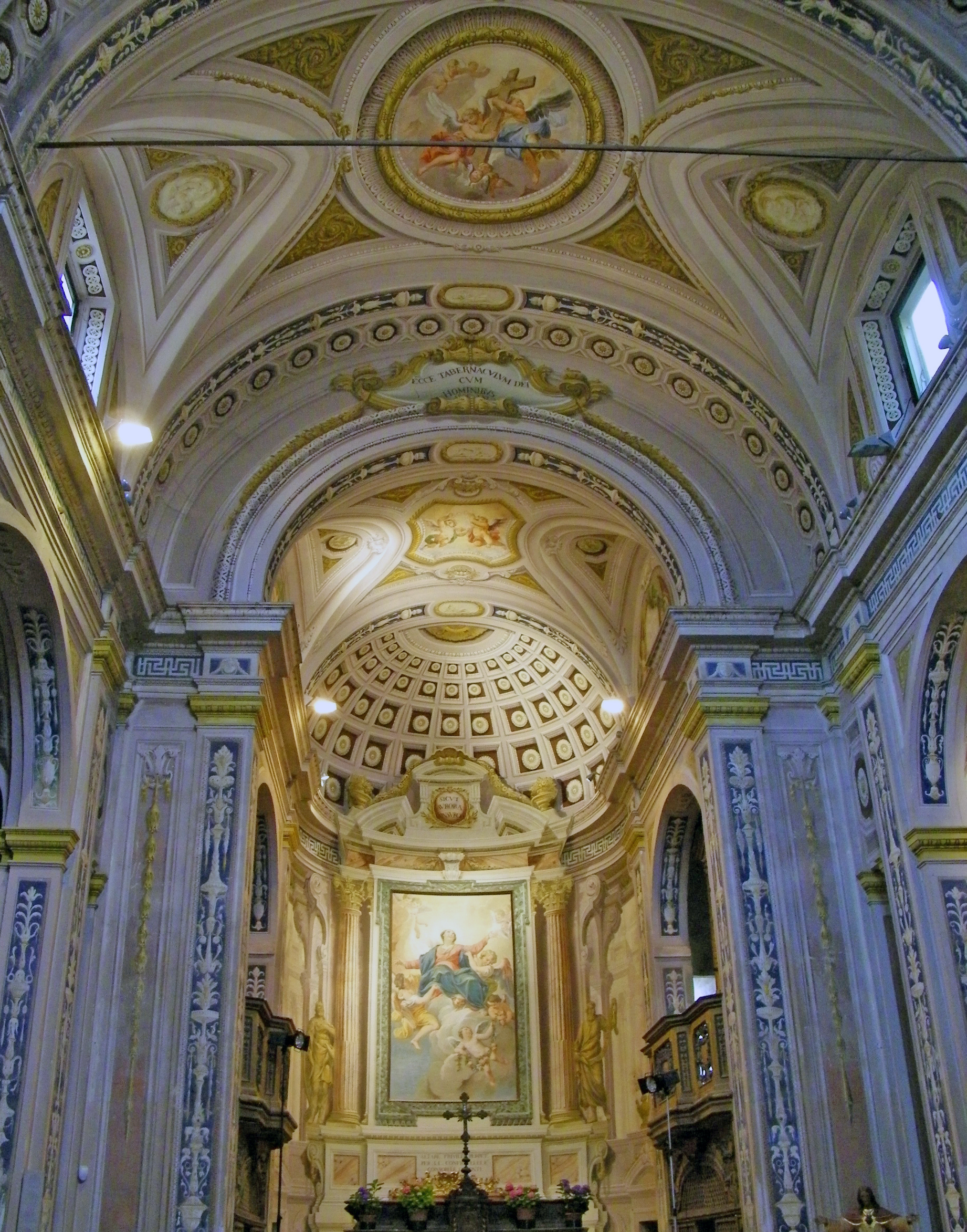
Interno

La chiesa si sviluppa su un'unica navata, con facciata rivolta ad est verso la piazza.
Il simmetrico prospetto intonacato è suddivisa orizzontalmente da un cornicione in aggetto. Nella parte inferiore si innalzano sei lesene in laterizio con capitelli tuscanici; al centro è collocato l'ampio portale d'accesso, arricchito da una cornice con sovrastante frontone con volute, che nel mezzo inquadra un ovale con un bassorilievo raffigurante l'Assunzione della Vergine; ai lati dell'ingresso si aprono due finestre rettangolari con cornici sovrastate da lunette, che racchiudono dei putti in rilievo. Nella parte superiore si elevano altre quattro lesene con capitelli ionici, a sostegno dell'ampio timpano triangolare spezzato di coronamento; nel mezzo si apre una grande finestra inquadrata da un'elaborata cornice barocca, sovrastata da una conchiglia in rilievo; alle estremità si elevano infine due ampie volute decorate in mattoni.

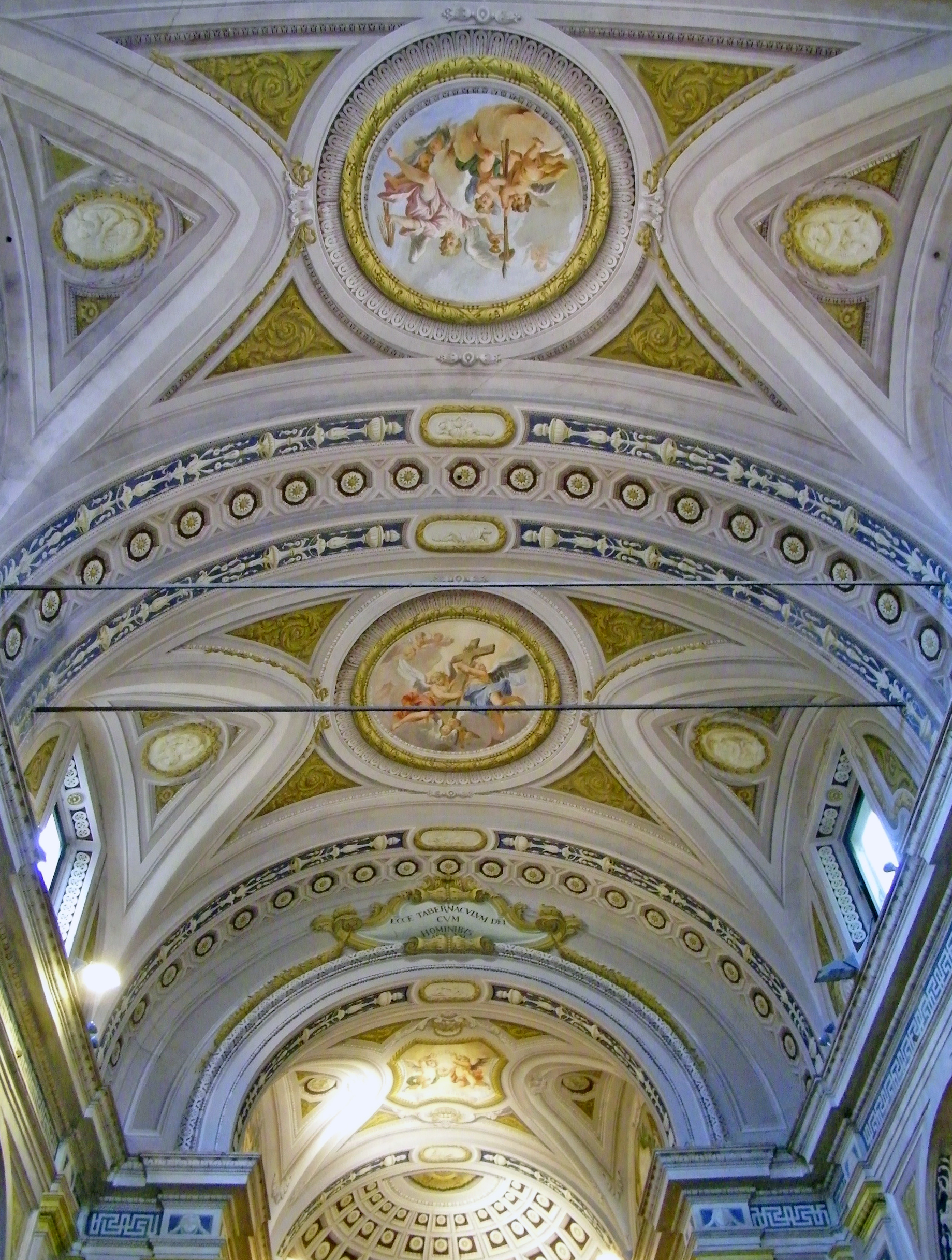
Affreschi della volta

All'interno la navata, coperta da una volta a botte lunettata, è arricchita da lesene e cornici ed è interamente decorata con pitture, che interessano il soffitto, le pareti e la controfacciata, oltre al presbiterio absidato e alle quattro cappelle laterali; i dipinti a tempera su muro furono realizzati tra il 1789 e il 1791 dal pittore Antonio Bresciani, che eseguì la serie di tondi al centro del soffitto, raffigurante Angeli recanti simboli della Passione e una corona, e le Coppie dei putti con cartelle, che ornano le due ampie lunette poste ai lati del presbiterio; il pittore realizzò anche la grande pala d'altare dell'Assunta, che si staglia al centro dell'abside all'interno della finta cornice di colonne corinzie a sostegno del timpano barocco, fra le figure laterali in monocromo del Re David con la cetra e del Profeta Oseail. Tutte le opere sono incorniciate dalla complessa architettura dipinta, eseguita probabilmente dal pittore Gaetano Ghidetti.
L'altare maggiore in legno, risalente alla ricostruzione barocca del tempio, racchiude alla sua base una grande teca, contenente una statua lignea della fine del XVII secolo, raffigurante il Cristo morto, probabilmente proveniente dalla vicina chiesa di Santa Croce.
La cantoria ospita un organo realizzato nel 1721 da Domenico e Bernardo Poncini, su commissione del conte Alessandro Sanvitale.

### Sagrestia
A fianco dell'abside è collocata la sagrestia dell'oratorio, coeva del tempio.
L'ambiente è interamente rivestito dalle notevoli armadiature lignee in stile barocchetto, finemente intagliate dallo scultore Giulio Seletti nel 1720; restaurate nel 2002, si presentano ancora in perfette condizioni. Arricchiscono la saletta quattro tele dipinte da Sebastiano Galeotti nel 1737: la Santissima Trinità collocata al centro della volta di copertura, il Crocifisso con la Maddalena posizionato sul piccolo altare fra le due finestre della stanza e la Madonna addolorata e San Giovanni Evangelista incastonate al di sopra delle porte.